# Eau liquide dans l'Univers
Une proposition de fusion est en cours entre Eau liquide dans l'Univers et Histoire de l'eau dans le Système solaire.
L'eau liquide est probablement abondante dans l'Univers, même si sa présence stable n'est attestée, en 2025, que sur un seul corps, la Terre.
L'existence d'eau liquide sur d'autres corps est un sujet particulièrement étudié car, entre autres, elle est généralement considérée comme l'un des préalables essentiels à la vie. La recherche d'eau liquide ailleurs que sur Terre est donc une partie importante du travail effectué dans le cadre de la recherche de vie extraterrestre.
Par sa surface recouverte à environ 71 % par des océans, la Terre est le seul astre connu pour abriter des zones stables d'eau liquide. Par ailleurs, l'eau liquide est essentielle à tous les organismes vivants connus qui y vivent. La présence d'eau liquide sur Terre est le résultat d'une pression atmosphérique suffisante à sa surface et du fait que l'orbite terrestre est située dans la zone d'habitabilité du Soleil, celle-ci étant quasi circulaire et stable. Cependant, son origine demeure incertaine.
Différentes méthodes sont utilisées pour détecter de l'eau liquide ailleurs que sur Terre. Les principales sont la spectroscopie d'absorption et la géochimie. Ces techniques se sont avérées efficaces pour détecter de la vapeur d'eau et de la glace d'eau, mais l'eau liquide s'avère plus difficilement détectable par spectroscopie astronomique, notamment lorsque l'eau est souterraine. Pour cette raison, les astronomes, les planétologues et les exobiologistes étudient et utilisent les effets de marée, des modèles de différenciation planétaire et des techniques de radiométrie pour évaluer le potentiel d'un objet à abriter de l'eau liquide. L'eau émise lors de phénomènes volcaniques peut fournir des indices, tout comme des caractéristiques fluviales et la présence d'antigels (sels ou ammoniac).
En utilisant ces méthodes, l'eau liquide semble avoir couvert une grande partie de la surface de Mars dans le passé. Ce semble être également le cas sur Vénus. Cependant, l'eau liquide peut également exister en profondeur dans les corps planétaires, à la manière des eaux souterraines terrestres. La vapeur d'eau est parfois considérée comme une preuve de la présence d'eau liquide, bien qu'elle puisse être décelée là où il n'y a pas de traces d'eau liquide. Des preuves similaires soutiennent la présence d'eau liquide sous la surface de nombreuses lunes et planètes naines, parfois sous forme de grands océans subglaciaires. L'eau liquide est envisagée comme commune dans d'autres systèmes planétaires malgré l'absence de preuves concluantes à l'heure actuelle (2015).

## Prédiction et détection

### Conditions générales d'existence

Diagramme de phase de l'eau.

L'eau pure n'existe sous forme liquide que dans un domaine restreint de couples pression-température, correspondant à la zone colorée en vert sur le diagramme de phase ci-contre.
En deçà de 251,165 kelvins (−22,015 °C), température du point triple entre l'état liquide, l'état glace Ih (la glace que l'on connaît habituellement) et l'état glace III, l'eau existe uniquement sous forme de glace (de différentes phases mais toutes solides) ou de vapeur. La température maximale est quant à elle celle du point critique de l'eau, 674 kelvins (301 °C). En effet, aux pressions où l'eau est liquide à cette température, l'eau devient un fluide supercritique aux températures plus élevées, on ne peut donc plus parler stricto sensu d'état liquide.
Au niveau de la pression, le minimum nécessaire est la pression du point triple liquide/solide (Ih)/vapeur de l'eau : 611,73 pascals, soit environ 0,6 % de la pression atmosphérique normale. La pression maximale est quant à elle celle de la transition entre état liquide et état glace VII à la température du point critique, soit environ 13 gigapascals, soit encore de l'ordre de 130 000 fois la pression atmosphérique normale.
Cependant, la présence d'éléments dissous jouant par exemple le rôle d'antigel peuvent abaisser significativement le point de congélation de l'eau et, par suite, autoriser la présence d'eau liquide à des températures bien plus basses que celle où ce serait possible pour de l'eau pure. C'est ainsi que semble exister, au moins de façon transitoire, de l'eau liquide (ou des sortes de saumures liquides) là où elle n'existerait si l'eau était pure.

### Spectroscopie

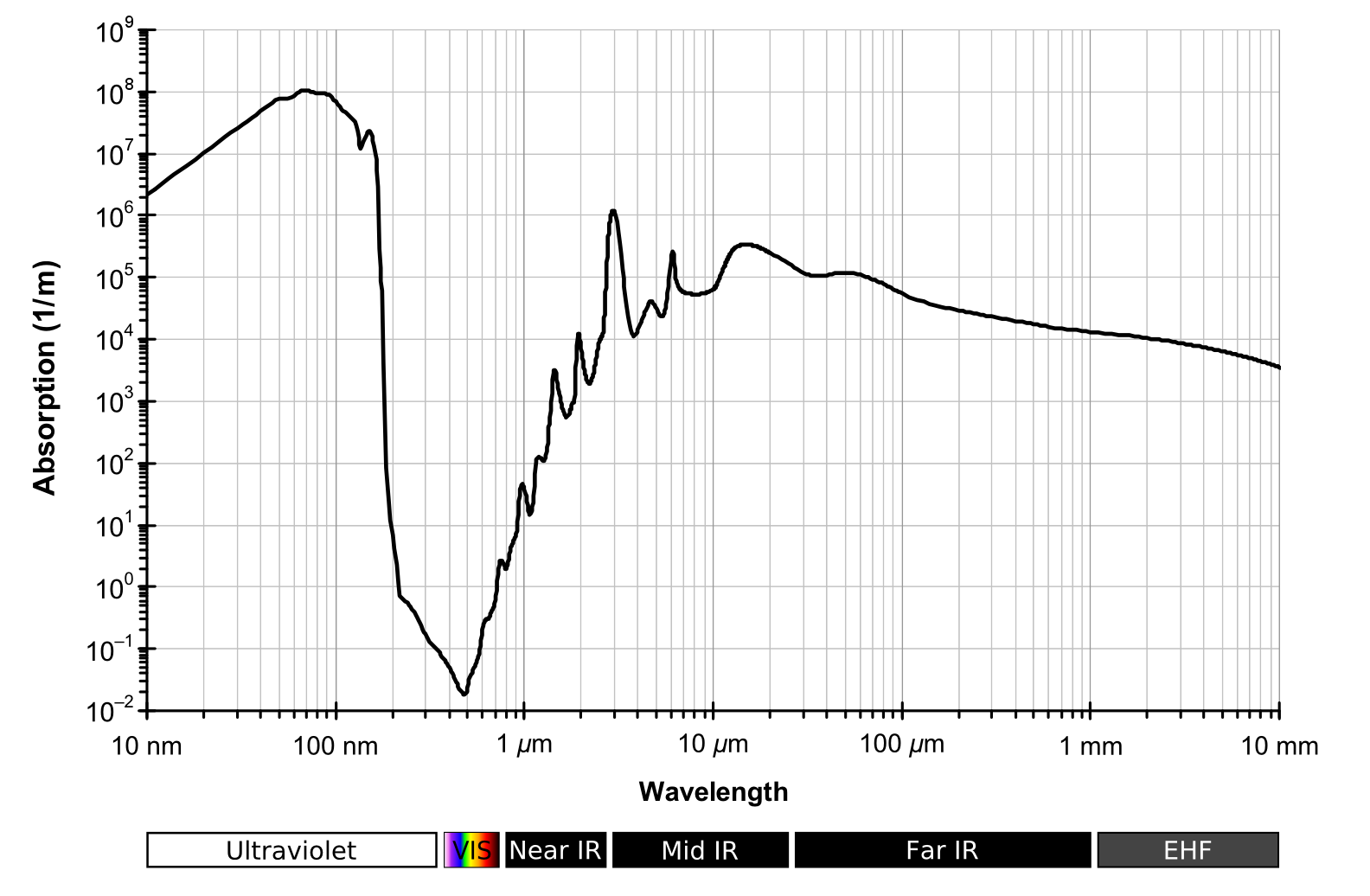
Spectre d'absorption de l'eau liquide dans les domaines ultraviolet, visible, infrarouge et radio.

La méthode la plus concluante de détection et de confirmation de la présence d'eau liquide est la spectrométrie d'absorption. L'eau liquide a une signature spectrale différente des autres états, due à l'état de sa liaison hydrogène. Cependant, les eaux de surface sur des planètes telluriques peuvent être rendues indétectables par cette méthode à cause de la présence d'une atmosphère.
La présence de vapeur d'eau a été confirmée sur de nombreux objets par spectroscopie, mais elle ne suffit pas à prouver l'existence d'eau liquide. Toutefois, lorsqu'elle est combinée à d'autres observations, la présence d'eau liquide peut en être déduite. Ainsi, la densité de Gliese 1214 b suggère qu'une partie importante de sa masse est de l'eau et la détection par le télescope spatial Hubble de vapeur d'eau suggère fortement la présence de glace chaude ou d'eau supercritique,.

### Indicateurs géologiques
Thomas Gold a postulé que de nombreux corps du Système solaire pourraient abriter de l'eau liquide sous leur surface. La présence de cette eau pourrait être détectée par certaines caractéristiques géologiques.

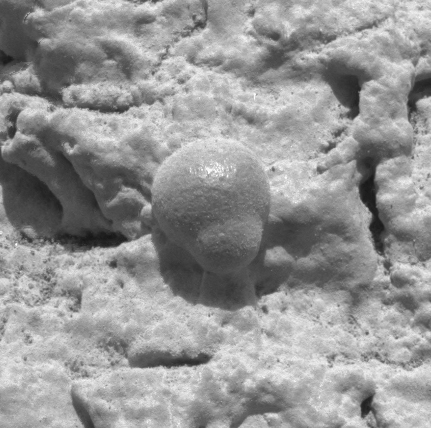
Sphérule d'hématite de 1,3 cm, vraisemblablement formée en milieux aqueux et photographiée par Opportunity sur Mars.

Ainsi il est possible que Mars possède de l'eau liquide souterraine. La recherche suggère également que dans son passé s'écoulait de l'eau à sa surface, laissant de larges zones semblables aux océans terrestres. Certains indices directs et indirects suggèrent la présence d'eau liquide sur ou sous sa surface : des lits de cours d'eau, calottes polaires, mesures de spectrométrie, cratères érodés ou la présence de minéraux dont l'existence est liée directement à la présence d'eau (tels que l'opale ou la goethite).

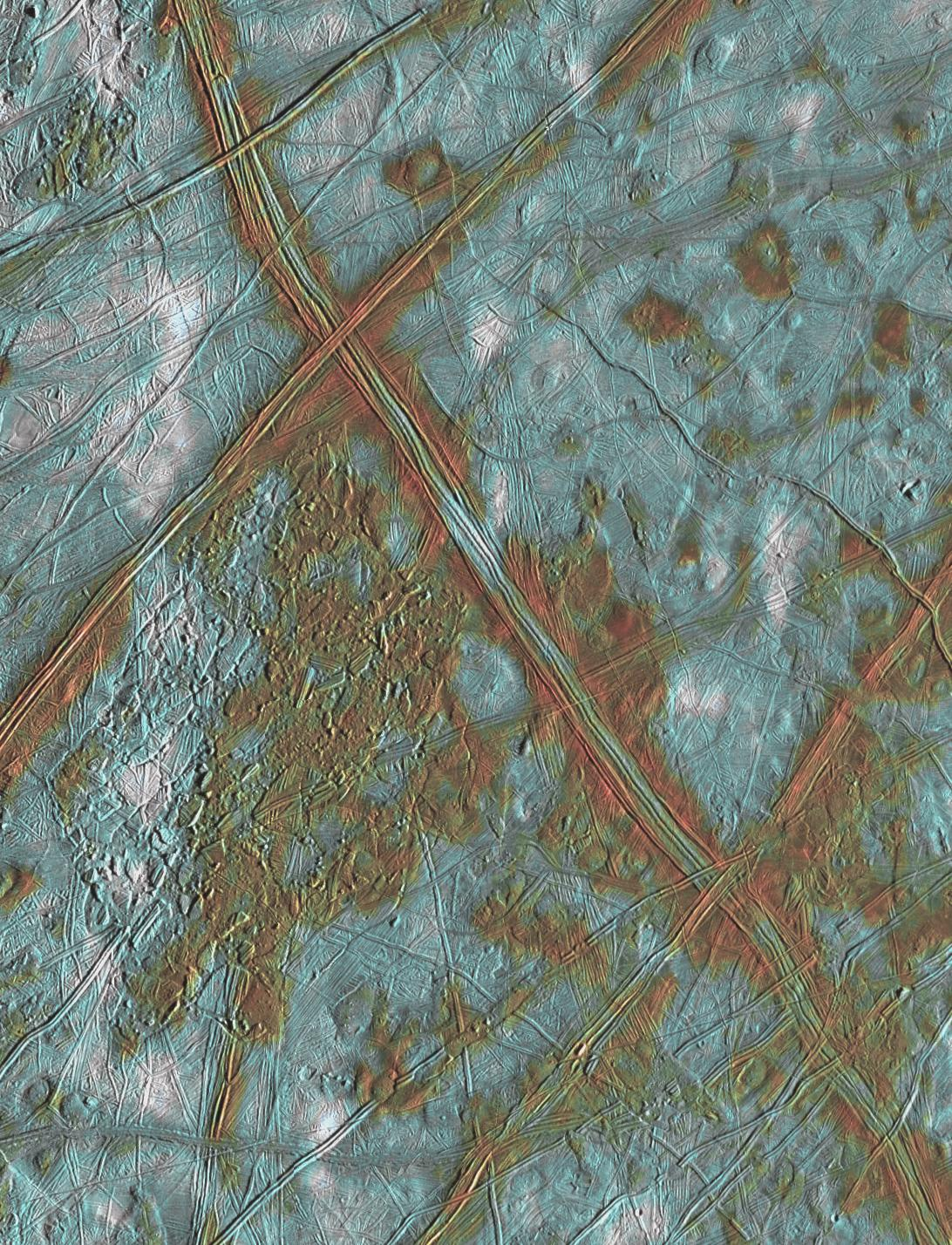
Chaos sur Europe.

Les terrains chaotiques pourraient aussi être liés à la présence d'eau liquide souterraine. Ainsi, en novembre 2011, une équipe de chercheurs publie un article dans Nature qui suggère que plusieurs chaos présents sur Europe sont situés sur de grands lacs d'eau liquide. Ces lacs seraient entièrement enfermés dans l'enveloppe externe et glaciale du satellite et, plus bas dans la couche de glace, se trouverait un océan liquide. Sur Encelade, de tels chaos sont observés (voir Rayures de tigre) et les cristaux de glace dont ils sont constitués montrent qu'ils sont récents.

#### Cryovolcanisme
Des geysers éjectant de la vapeur d'eau ont été trouvés sur Europe et Encelade,. La présence de sel dans ceux d'Encelade permet d'en déduire que l'eau a une origine profonde. Le cryovolcanisme peut constituer un indice de la présence d'eau liquide souterraine si les geysers éjectent de l'eau, et un indice encore plus important si, en plus de l'eau, ils éjectent des sels.

### Forces de marées
Le consensus scientifique est en faveur de la présence d'eau liquide sous la surface d'Europe et d'une l'énergie permettant de la maintenir, issue de la chaleur engendrée par des forces de marées,,. Les premiers indices de la présence de ces forces de marées provenaient de considérations théoriques sur le chauffage par les forces de marée (une conséquence de l'orbite légèrement excentrique de la lune et d'une résonance orbitale avec les autres satellites galiléens).
Les scientifiques utilisent des mesures effectuées par Cassini pour confirmer la présence d'un océan d'eau liquide sous la surface d'Encelade. Les modèles en découlant des forces de marées ont été utilisés pour théoriser la présence de couches d'eau liquide sur d'autres lunes du Système solaire.

### Calculs de densité
Les planétologues peuvent utiliser[Comment ?] des calculs de densité pour déterminer la composition d'une planète (ou un astre en général) et ainsi évaluer son potentiel à posséder de l'eau liquide. La méthode manque toutefois de précisions car les combinaisons de nombreux composés et d'états peuvent produire des résultats similaires.
Les scientifiques ont également utilisé des signaux radios et le radar de Cassini pour détecter la présence d'une couche d'eau liquide et de l'ammoniac sur Titan,. Les résultats obtenus sont cohérents avec ceux obtenus en réalisant des calculs de densité.

### Modèles de décroissance radioactive
Les modèles de décroissance radioactive sur de petits corps glacés du Système solaire suggère que Rhea, Titania, Oberon, Triton, Pluton, Éris, Sedna et Orcus pourraient posséder des océans souterrains. Ces modèles indiquent que ces couches d'eau liquide sont en contact direct avec le noyau rocheux, permettant une dissolution efficace des sels minéraux dans l'eau à l'inverse de satellites plus grands comme Ganymède, Callisto ou Titan dont les couches d'eau liquide reposeraient sur de la glace sous haute pression.

### Modèles de différenciation interne

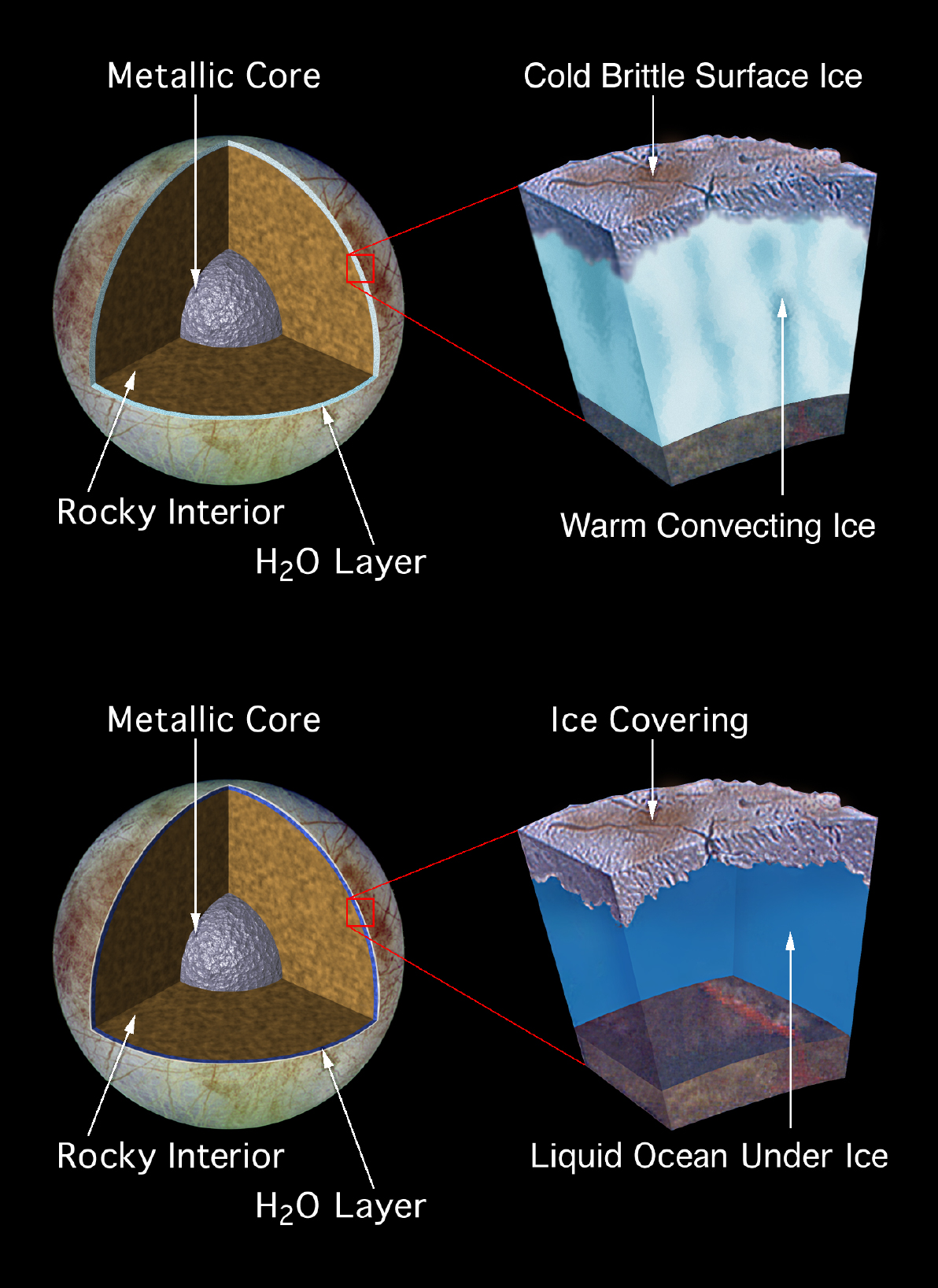
Deux modèles de différenciation interne pour Europe (en anglais) : l'un suppose l'existence d'une couche de glace chaude en profondeur, l'autre la présence d'un océan d'eau liquide.

Les modèles de certains objets du Système solaire révèlent la présence d'eau liquide dans leur composition interne.
Ainsi, des modèles de la planète naine Cérès montrent qu'une couche d'eau liquide peut exister sous sa surface. Cependant, il pourrait également s'agir d'une couche de glace,.

### Zone habitable
La présence d'une planète dans la zone habitable circumstellaire peut permettre l'existence d'eau liquide,.

## Dans le système solaire
La Terre est le seul corps du Système solaire où la présence d'eau liquide soit certaine. Mais dans de nombreux autres corps sa présence actuelle ou passée est probable, plausible ou possible.

### Planètes

#### Terre

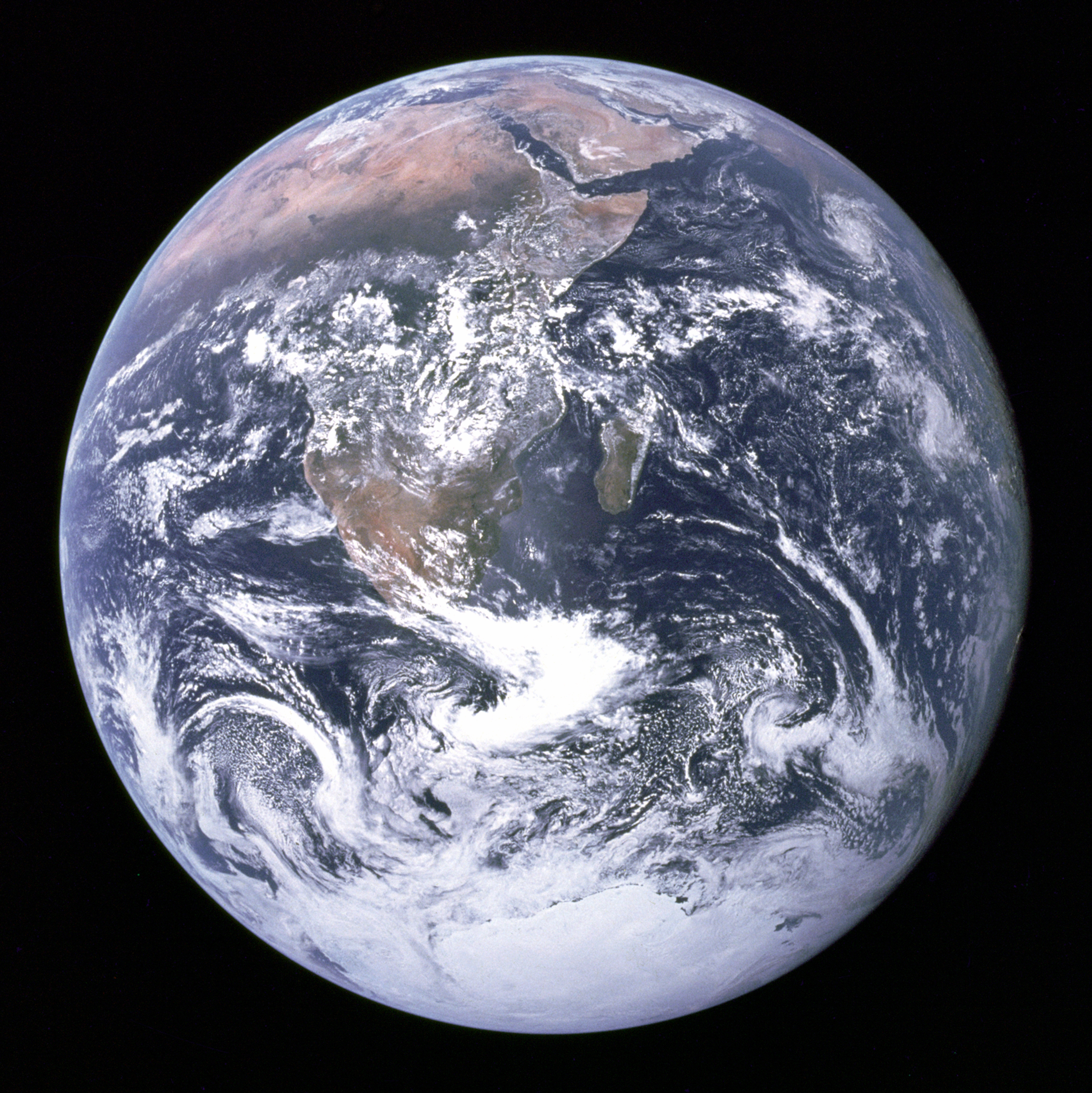
La Bille bleue : la Terre prise le 7 décembre 1972 par l'équipage d'Apollo 17 à une distance d'environ 45000 kilomètres.

La Terre est le seul objet connu à ce jour où la présence d'eau liquide est certaine.

#### Mars

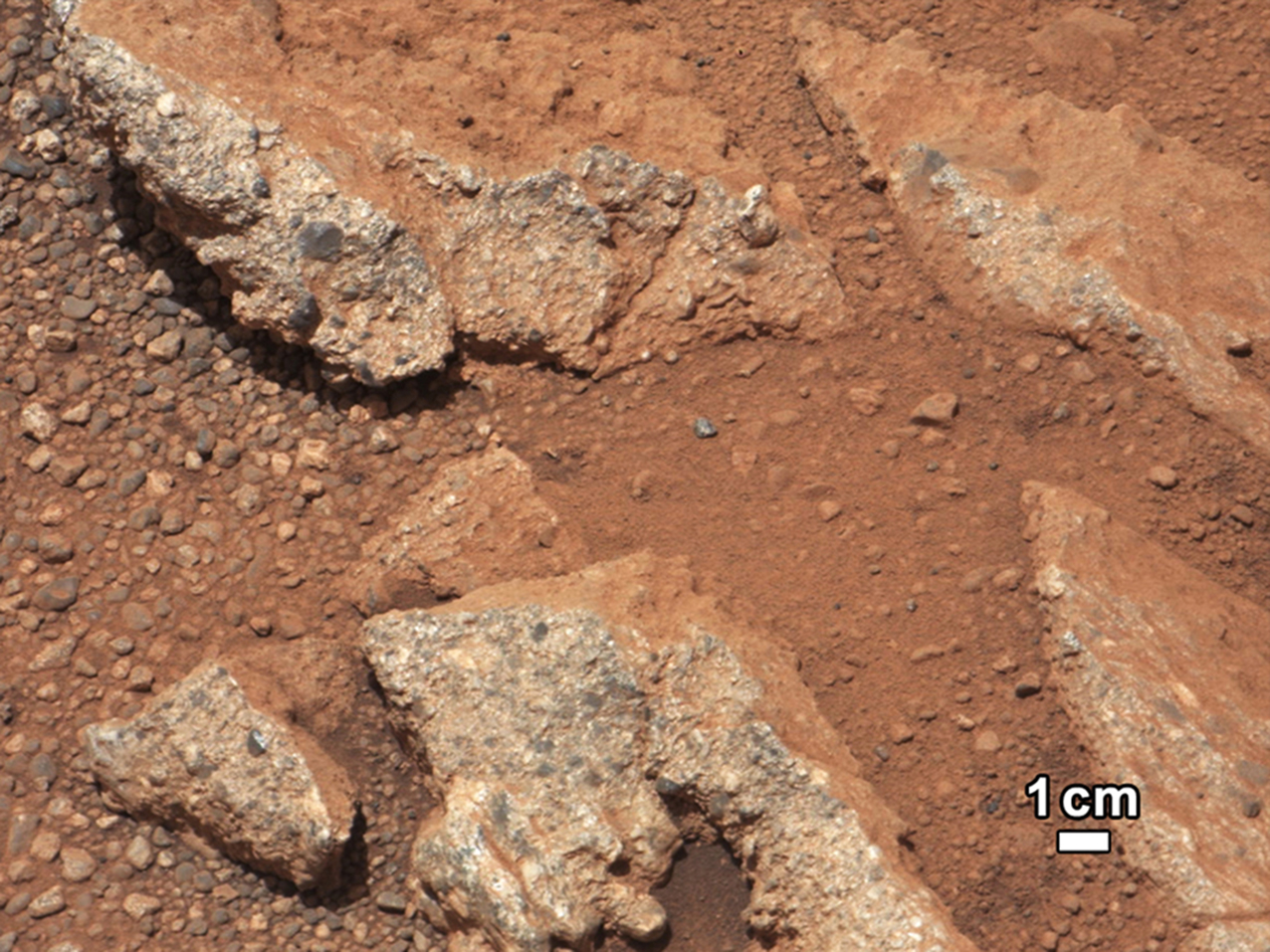
Conglomérat trouvé par le rover Curiosity à la surface de Mars. Il s'agit d'un indice de la présence d'un ancien cours d'eau asséché.

Coulées sombres saisonnières dans le cratère Newton, peut-être de l'eau liquide salée.

Dans le passé, Mars a pu accueillir de l'eau liquide sous forme de lacs, fleuves ou même d'un océan dénommé Oceanus Borealis,. Aujourd'hui, l'eau sur Mars est presque exclusivement présente sous forme de glace et d'une petite partie sous forme de vapeur. L'eau liquide peut néanmoins exister de manière transitoire sous certaines conditions. Il n'existe pas de grande étendue d'eau liquide car l'atmosphère de Mars est trop ténue (environ 600 pascals à la surface, soit environ 0,6 % de la pression atmosphérique terrestre au niveau de la mer) et la température globale est de −63 °C. Généralement, l'eau se sublime ou cristallise, sans passer par l'état liquide.
En septembre 2015 la NASA annonce que des analyses d'images en provenance de la sonde Mars Reconnaissance Orbiter confirmeraient la présence d'eau liquide en surface sur Mars, sous la forme d'une solution saline concentrée,. Des chlorates et des perchlorates joueraient le rôle d'antigel. L'équipe à l'origine de l'étude estime néanmoins qu'il serait « justifié » d'explorer les quatre sites ayant servi à cette analyse pour valider cette hypothèse. Une étude publiée en mars 2017 a montré que les écoulements seraient finalement à sec. En effet, les quantités d'eau nécessaires pour expliquer ces sources d'eau chaque année ne sont pas suffisantes dans l'atmosphère. Une source souterraine est aussi très improbable car les écoulements saisonniers (en anglais : recurring slope lineae, RSL) se forment parfois sur des sommets. La nouvelle hypothèse propose l'effet de pompe de Knudsen comme déclencheur des écoulements. Cette étude a été complétée en novembre 2017.
Certaines mesures faites par Curiosity laissent penser que de l'eau liquide peut exister sous la surface de Mars, avec la découverte de la présence de perchlorate de calcium, un sel abaissant la température de fusion de l'eau, dans le sol martien. Ainsi, des observations réalisées entre mai 2012 et décembre 2015 à l'aide de l'instrument MARSIS de Mars Express et publiées en juillet 2018 ont révélé une probable étendue d'eau liquide de 20 km de large sous 1,5 km de glace dans Planum Australe (près du pôle Sud),.

#### Vénus
Vénus pourrait avoir abrité de l'eau liquide dans son passé. Cette eau pourrait s'être ensuite évaporée, puis décomposée dans la haute atmosphère,.

### Planètes naines

#### Cérès

Structure géologique potentielle de Cérès.

La présence de vapeur d'eau a été détectée dans l'atmosphère de Cérès. La présence de geysers expulsant de la vapeur d'eau sur Cérès peut être liée à l'existence d'un océan d'eau liquide sous sa surface,,. Les taches claires de Cérès pourraient également avoir une origine hydrothermale et être issues d'eau liquide souterraine. L'existence dans le passé d'eau liquide qui s'est depuis solidifiée est également envisagée, suggérée par une présence importante de glace et sa séparation des couches de roches.

#### Éris
La présence d'un océan d'eau liquide sous la surface d'Éris est envisagée, dont l'existence théorique est facilitée par les forces de marées engendrées par son satellite Dysnomie. L'océan serait potentiellement associé à du cryovolcanisme.

#### Pluton
La présence d'un ancien océan souterrain, potentiellement encore présent, est envisagée sur Pluton. Ainsi, l'émission de vapeur d'eau sur Pluton pourrait être liée à la présence d'un océan souterrain,, tout comme la présence de chasmata remplis de glace d'eau,.

### Satellites naturels

#### Callisto (JupiterIV)

Structure supposée (en anglais) de Callisto.

Callisto, une lune de Jupiter, possède un champ magnétique intense. Son intensité serait liée à la présence d'un océan d'eau liquide salée (un bon conducteur) sous sa surface,.

#### Charon (PlutonI)

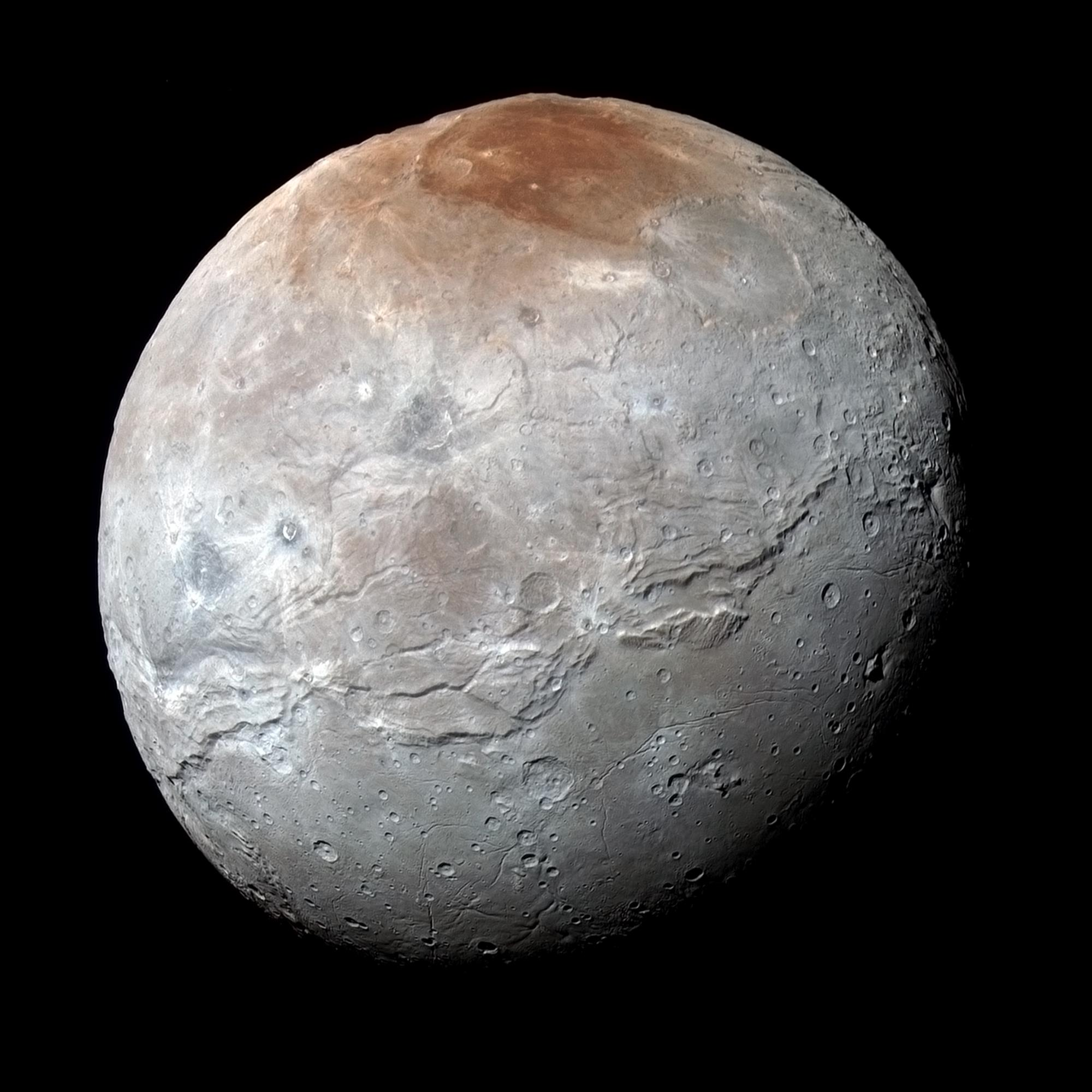
Photographie de Charon prise par New Horizons en couleurs augmentées. Des chasmata au niveau de l'équateur sont visibles.

L'existence passée d'un océan d'eau liquide est une piste envisagée pour expliquer la présence d'un réseau de chasmata au niveau de l'équateur de Charon. Ces structures pourraient s'être formées lors du gel de l'océan,,.

#### Dioné (SaturneIV)
Dioné, un des plus grands satellites naturels de Saturne, abriterait également un océan d'eau liquide souterrain. Révélé par de petites variations de la forme et du champ de gravité de Dioné, cet océan serait enfoui sous environ 100 km de glace et épais de 65 km.

#### Encelade (SaturneII)

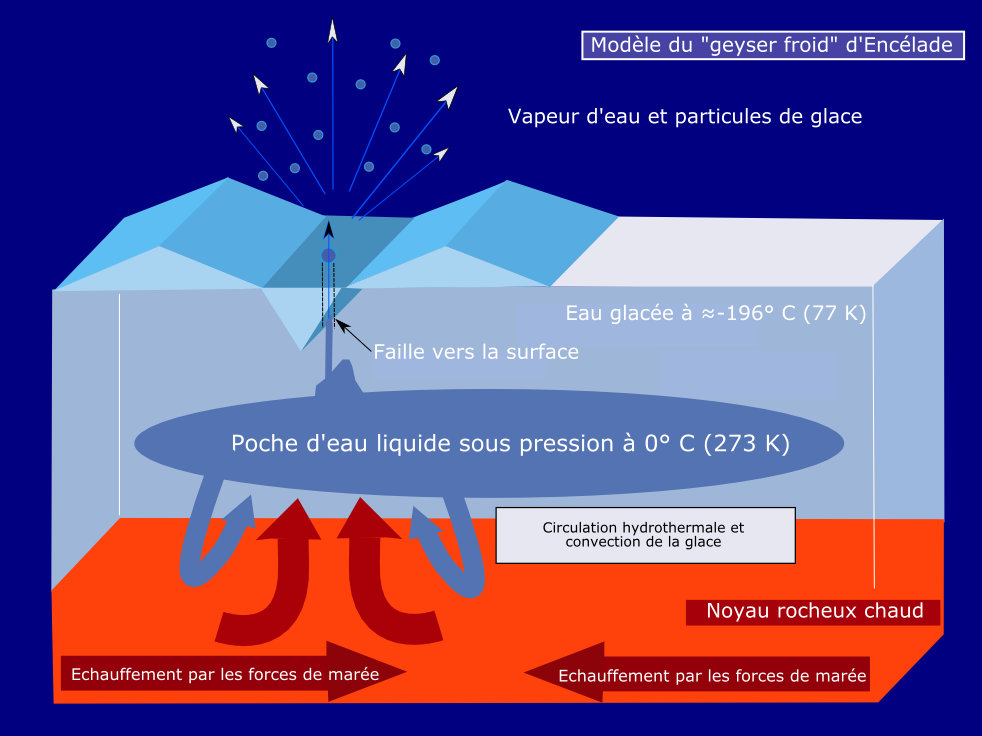
Mécanisme possible des geysers de glace sur Encelade.

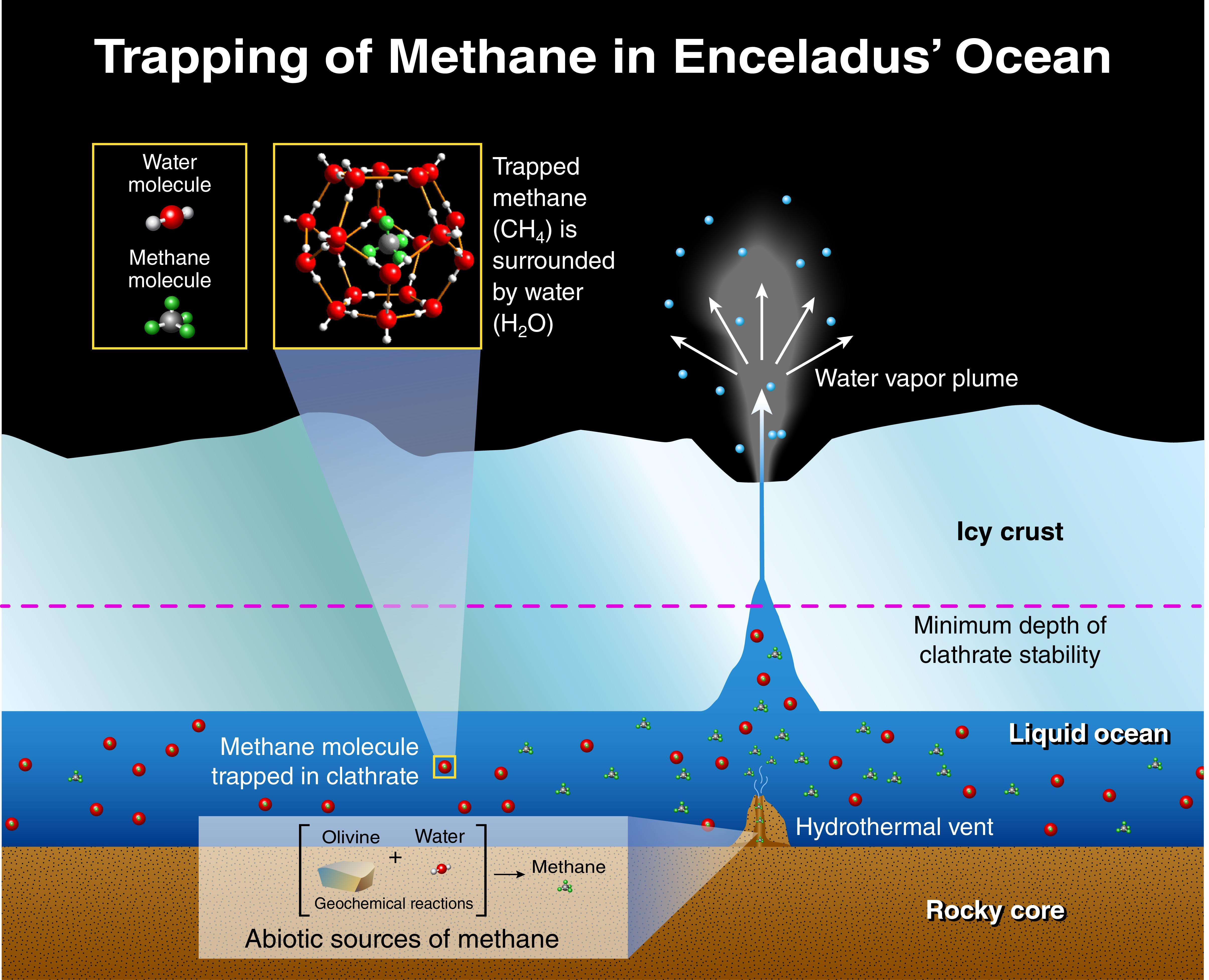
Structure supposée (en anglais) d'Encelade.

Certains indices laissent penser que Encelade, autre satellite de Saturne, pourrait disposer, comme Europe, d'une couche d'eau liquide sous une couche de glace. La présence de cryovolcanisme à sa surface est un indice important. L'eau contenue dans ces geysers contient de petites quantités de sel, d'azote et d'hydrocarbures volatiles. Cet océan subsisterait grâce aux forces de marée générées par Saturne. Les oscillations du satellite enregistrées par la sonde Cassini-Huygens tendent à montrer la présence d'un océan d'eau liquide.

#### Europe (JupiterII)

Structure supposée d'Europe.

Europe, un satellite de Jupiter, pourrait disposer d'une couche d'eau liquide sous sa surface glacée. Cette eau pourrait demeurer dans cet état avec des forces de marée générant une chaleur suffisante pour maintenir cette couche liquide, (voir Chauffage de l'océan d'Europe). La couche de glace située au-dessus de cet océan a une taille estimée entre 10 et 30 km, incluant une couche ductile de « glace chaude ». La faible présence de cratères en surface et l'existence d'epsomite dans la glace de surface d'Europe sont des indices importants de la présence d'un océan subglaciaire : elles montrent que cette glace a une origine profonde et qu'elle se renouvelle,.

#### Ganymède (JupiterIII)

Structure suposée de Ganymède.

Ganymède, un satellite de Jupiter, pourrait abriter un océan souterrain salé, selon des observations du télescope spatial Hubble de 2015. Les motifs de ses aurores polaires et les oscillations de son champ magnétique le suggère. Selon les estimations, il mesurerait environ 100 km de profondeur et serait recouvert d'une croûte de glace d'environ 150 km.

#### Lune
Des scientifiques chinois ont produit en 2024 de l'eau à partir du sol lunaire ramené par Chang'e 5 en 2020. En chauffant le sol, ils ont extrait de l'hydrogène, essentiel pour les futures missions lunaires

#### Mimas (SaturneI)
Un océan d'eau liquide entre la surface et le noyau est envisagé pour expliquer la structure interne de Mimas.

#### Titan (SaturneVI)

Structure supposée de Titan.

Titan, un satellite de Saturne possèderait un océan d'eau liquide très salé sous sa surface. Cet océan serait recouvert d'une épaisse couche de glace. Cette couche de glace serait très rigide, limitant les échanges avec l'extérieur. Ainsi, le méthane de l'atmosphère de Titan pourrait provenir d'éventuels points chauds présents dans l'océan, capable de ramollir cette glace. il y aurait aussi probablement de la vapeur d'eau dans son atmosphère.

#### Triton (NeptuneI)
Triton pourrait avoir possédé un océan d'eau liquide et d'ammoniac entre sa surface glacée et son noyau. Cet océan pourrait encore exister aujourd'hui. La chaleur nécessaire à sa formation et son maintien pourrait provenir des forces de marée et de la désintégration radioactive. Des cryovolcans sont présents en surface de la lune, ce qui est un indice en faveur de la présence d'un océan souterrain.

### Petits corps

#### 9P/Tempel (Tempel 1)

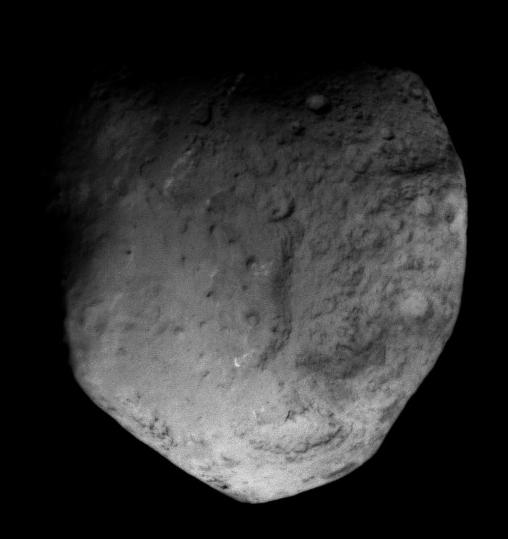
La comète Tempel 1 photographiée par Stardust.

La présence de minéraux argileux dans la comète Tempel 1 pourrait s'expliquer par l'existence d'eau liquide.

#### 81P/Wild (Wild 2)

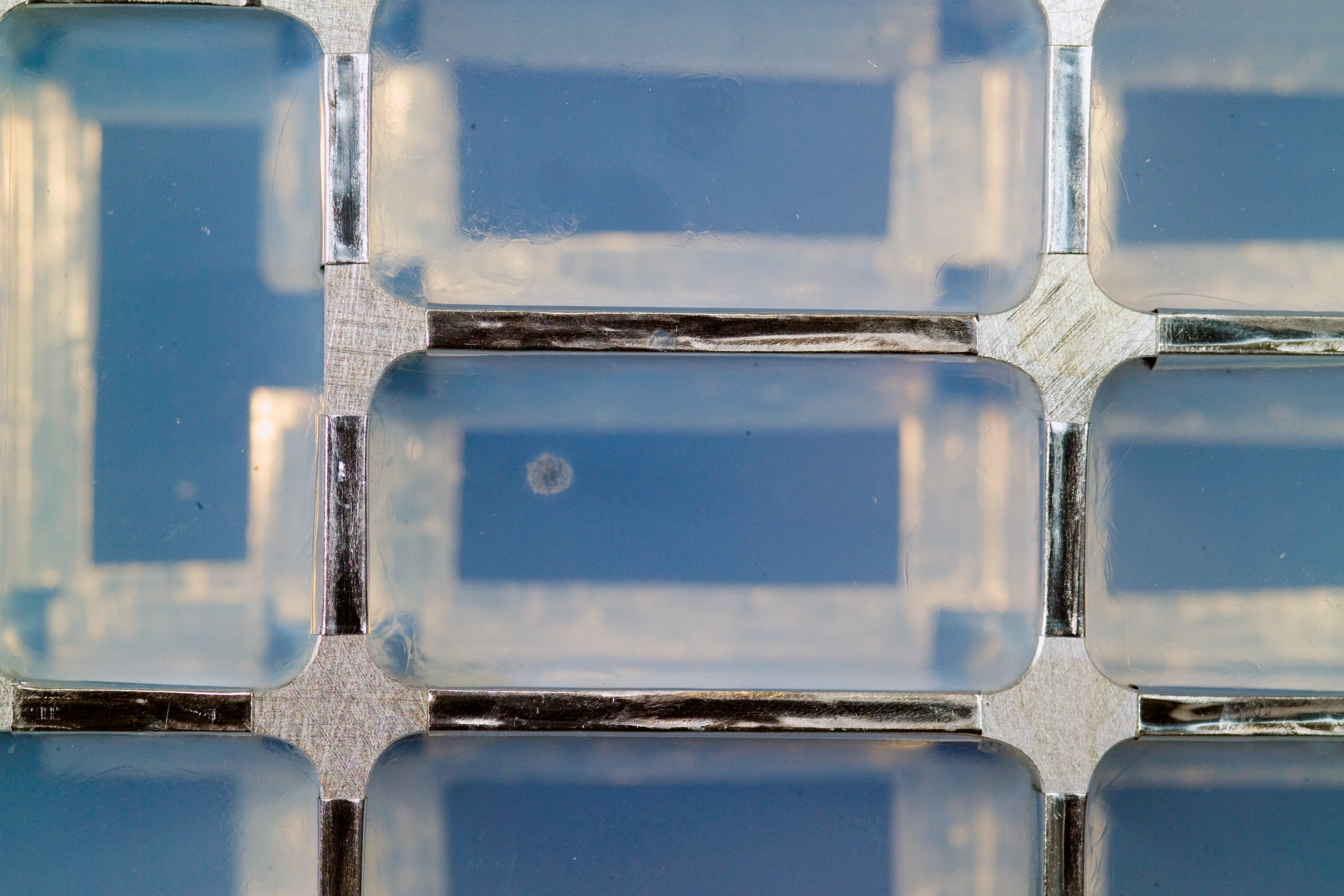
Impact d'une particule en provenance de Wild 2 dans le collecteur d'aérogel de Stardust.

La présence de minéraux se formant en présence d'eau liquide dans les échantillons de Wild 2 ramenés par Stardust pourrait s'expliquer par la formation de poches d'eau liquide dans la comète par le passé,.

#### (4) Vesta
Certaines ravines à la surface de l'astéroïde (4) Vesta suggèrent l'existence passée de coulées d'eau. Ces dernières se seraient formées par le chauffage de plaques de glace à la suite d'un impact,.

## Hors du Système solaire
Hors du Système solaire, la présence d'eau liquide n'est pas encore certaine, mais elle est extrêmement probable pour les planètes situées en zone habitable, dont les sans doute nombreuses planètes-océans. De nombreux systèmes planétaires connus ont une constitution différente de celle du Système solaire, mais il y a probablement un biais d'échantillonnage découlant des méthodes de détection employées.

### Planètes-océans

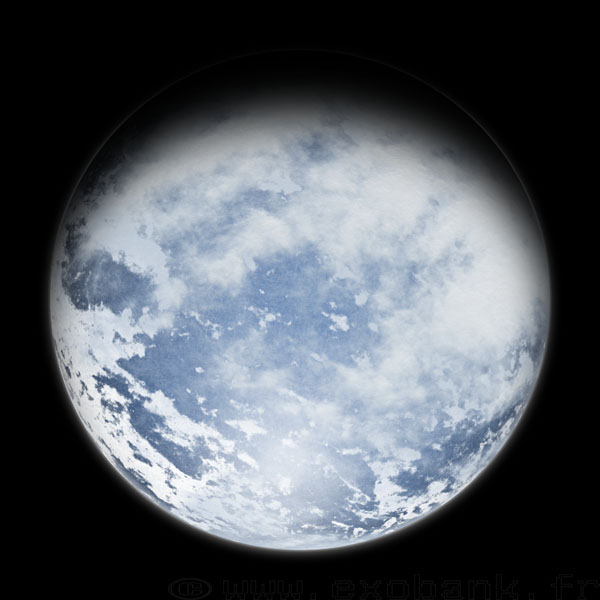
Vue d'artiste d'une planète-océan.